# Galadriel
Galadriel er en vigtig og gennemgående biperson i J.R.R. Tolkiens bøger Ringenes Herre, Silmarillion og Efterladte historier. Hun er en elver-dronning i landet Lorien, hvor hun i Ringenes Herre møder ringbæreren Frodo Sækker og har en samtale med ham om Herskerringen og de andre Magtens ringe og disses evner og indflydelse. Hun bar selv én af De 3 Ringe, Nenya, med en hvid ædelsten.
I Silmarillion og Efterladte historier er beskrevet at hun var datter af Noldornes stor-konge Finarfin og at hun var både smuk og klog. Tolkien har beskrevet hende som en af de klogeste og mægtigste elvere, og i slutningen af den 3. alder da Ringenes Herre foregår er det klart at hun er en af de stærkeste personligheder (sammen med de 2 andre bærere af De 3 Ringe, Gandalf og Elrond). Af både Ringenes Herre og og Efterladte historier fremgår det at hun er en af de primære arkitekter bag planen om at undgå Saurons tilbagekomst.
Galadriels navn er Sindarin og betyder lysets frue, Quenya-formen af hendes navn er Altariel.
Tolkien skrev om hende at hun "var den mægtigste af Noldorne, undtagen måske Fëanor, men hun var visere end ham, og hendes visdom øgedes med de mange år".

## Galadriel i Efterladte Historier / 1. alder
Galadriel blev født i Valinor. Hendes far var noldo-prinsen Finarfin, der selv var søn af noldornes storkonge Finwë og Vanyar-elveren Indis. Hendes mor var Telperi-elver-prinsessen Eärwen, og blandt hendes forældre og forfædre var således repræsentanter for alle de 3 store linjer af elvere. I Ringenes Herre, der foregår i slutningen af den 3. alder, er hun således mange tusinde år gammel og overgås i alder kun (måske) af væsner som enterne og troldmændene Gandalf og Saruman.
Tolkien skrev at "Selv blandt Eldarerne blev hun regnet for smuk, og hendes hår var en skønhed uden lige" og "blandt Eldarerne sagde man at hendes hår havde indfanget lyset fra de to træer", og at "dette gav Fëanor idéen om at indfange de to træers lys i Silmarillerne".
Fëanor bad hende 3 gange om at få en lok af hendes hår, men hun afviste ham hver gang. "Og det siges at disse to slægtninge, der regnes for at være de største af Eldarerne i Valinor, var uvenner for altid". Senere gav hun en lok af sit hår som gave til dværgen Gimli.
Da Noldorne gjorde oprør imod Valarne drog hun med til Beleriand, men deltog ikke i kampe mod andre elvere og sværgede ikke Fëanor-eden. I det skjulte elver-rige Doriath mødte hun Celeborn og som hun giftede sig med. De fik et barn sammen Kelebrían, som blev gift med Elrond og som blev mor til Elladan, Elrohir og Arwen.

## Galadriel i Ringenes Herre
I Ringenes Herre kommer Ringens broderskab til Lorien efter at have mistet Gandalf i Moria. Her møder de på et tidspunkt Galadriel, der spørger til Gandalf.
Senere udtrykker Sam Gammegod til Frodo et ønske om at se noget "elvermagi" og ved et tilsyneladende tilfældigt sammentræf dukker Galadriel op og spørger om de har lyst til at se i et magisk kar kaldet "Galadriels spejl". Her kan man tilsyneladende se ind i fremtiden, men Sam og Frodo advares om at man ikke nødvendigvis kan stole på alt hvad man ser i "spejlet". Sam kigger først og ser nogle ting der får ham til at ønske at tage hjem, men Galadriel taler ham fra det. 
Derefter ser Frodo i "spejlet" og ser forskellige uhyggelige hændelser som han ikke helt forstår. Men han drages mod vandet og pludselig fornemmer han (ligesom på Amon Hen) en kraft der søger ham og han fornemmer at det er Sauron.
Galadriel fortæller derefter Frodo at hun ved han har fornemmet Sauron, at hun også fornemmer ham, men at Sauron ikke kan fornemme dem indenfor Lorien. Galadriel afslører at hun har den ene af de 3 elver-ringe. Hun forklarer Frodo om ringenes magi, og hvorfor hendes magt vil forsvinde uanset om Frodo fejler eller gennemfører sin opgave. Fejler han opnår Sauron kontrol over hendes ring via hersker-ringen; bliver herskerringen derimod ødelagt vil hendes ring også miste sin kraft.
Frodo tilbyder nu ringen til Galadriel der udbryder de berømte ord: "I stedet for Den mørke Fyrste vil du skabe en dronning. Og jeg vil ikke blive mørk, men smuk og forfærdelig som morgenen og natten! Fager som havet og solen og sneen der skinner på bjergene! Frygtelig som uvejret og lynet! Stærkere en jordens grundvold. Alle skal elske mig og fortvivle!". Både i bogen og filmatiseringen er dette en central passage, der dels forklarer hersker-ringens store magt, at denne magt ikke nogensinde kan bruges i det godes tjeneste og endelig at Galdriel er stærk nok til at modstå fristelsen.
Endelig spørger Frodo hvorfor han ikke direkte kan fornemme andre via ringen. Galadriel forklarer at det er fordi han ikke er stærk nok og slet ikke har prøvet, og for at kunne det måtte han "øve sin vilje i at beherske andres".
Da ringens broderskab til sidst tager afsked med Galadriel giver hun hvert medlem en gave. Nogle af gaverne vidner om at hun forudser Frodo og Sams skæbne, eller i hvert fald forudser nogen af de forhindringer de vil komme ud for.
- Frodo får en flaske med et særligt magisk lys fra Ëarendil - dette lys viser sig at fungere også på steder hvor almindeligt lys ikke er kraftigt nok
- Sam får en æske med særlige frø - det får han brug for når han vender tilbage til det ødelagte Herredet

Også dværgen Gimli får en særlig gave, han beder om at få en lok af Galadriels hår.
I filmtrilogierne, instrueret af Peter Jackson, bliver Galadriel spillet af den australske skuespillerinde Cate Blanchett.

## Galadriel i tiden mellem 1. alder og Ringenes Herre
I den 2. alder blev "Magtens Ringe" lavet i Eregion af Noldo-smeden Celebrimbor, en efterkommer af Fëanor. Han fik hjælp hertil af en person, Annatar, som senere viste sig at være Sauron i forklædning. Fra starten stolede Galadriel ikke på Annatar hvilket medførte uvenskab med Celebrimbor, og Galadriel fortrak fra Eregion gennem Moria til Lorien. Da Annatar blev afsløret om værende Sauron kom det til krig mellem Celebrimbor og Sauron. Celebrimbor overlod de 3 elverringe til andre elverfyrster, bl.a. ringen Nenya til Galadriel.
Så længe Sauron havde herskerringen tog Galadriel ikke Nenya på, men i 3. alder, efter at herskerringen var gået tabt begyndte hun at bruge Nenya. Herefter udviste hun konstant årvågenhed overfor Sauron og hans mulige tilbagevenden. Hun var med til at danne Det hvide Råd der har til formål at overvåge og bekæmpe Sauron, Nazgûl og holde øje med om Herskerringen virkelig er gået tabt, og evt. bliver fundet igen. Som led i dette angriber "Det hvide Råd" på et tidspunkt fæstningen Dol Guldur hvor de opdager at Sauron holder til, men Sauron flygter til Mordor. I bøgerne er dette beskrevet i "Efterladte historier" og i appendices i "Ringenes Herre", mens det i filmen er indarbejdet i "Hobbitten" som en historie der forløber parallelt med Bilbos rejse.